# Diana Pizzavini
Diana Pizzavini (ur. 6 sierpnia 1911 w Pawii, zm. 23 stycznia 1989) – włoska gimnastyczka, srebrna medalistka letnich igrzysk olimpijskich w 1928.
W 1928 została wraz z Biancą Ambrosetti, Lavinią Gianoni, Luiginą Giavotti, Virginią Giorgi, Germaną Malabarba, Carlą Marangonii, Luiginą Perversi, Luisą Tanzini, Caroliną Tronconi, Ines Vercesi i Ritą Vittadini srebrną medalistką w wieloboju drużynowym w gimnastyce na IX Letnich Igrzyskach Olimpijskich w Amsterdamie (były pierwszymi włoskimi medalistkami olimpijskimi).